# 原群
原群（英語：Magma）是抽象代數领域中一種基本代數結構。原群定义为一個集合和这个集合上满足封閉性的一个二元運算，即：对于集合{\displaystyle M}和{\displaystyle M}上的一个二元运算{\displaystyle \bullet }，若满足{\displaystyle M}中的任意两个元素经过{\displaystyle \bullet }作用，得到的结果仍在{\displaystyle M}中，则称它们构成一个原群，记作{\displaystyle (M,\bullet )}。

## 類型

從原群到群的各種路徑。

通常，人们不研究原群，而是研究对原群添加约束而引申的各类群，包括：
- 擬群－可除總是可能的非空原群；
- 環群－有單位元的擬群；
- 半群－運算為可結合的原群；
- －有單位元的半群；
- 群－有逆元的，或等價地說，可結合的環群；
- 阿貝爾群－運算為可交換的群。

## 原群的態射
原群的態射是一個函數 {\displaystyle f:M\to N} ，將原群 M 映射至原群 N 上，並保留其二元運算：
{\displaystyle f(x\;*_{M}\;y)=f(x)\;*_{N}\;f(y)}
其中的 {\displaystyle *_{M}} 和 {\displaystyle *_{N}} 分別代表著在 M 和 N 上的二元運算。

## 自由原群
在一集合 X 上的自由原群 {\displaystyle M_{X}} 是指由集合 X 產生出的「最一般可能的」自由原群（並沒有任何的關係或公理在產生子上；詳見自由對象）。自由原群可以用計算機科學中熟悉的詞彙來描述，如同其樹葉被 X 內的元素標示的二元樹的原群，其運算是將樹在樹根上連結。因此，自由原群在句法學中有著很基本的重要性。
自由原群有個泛性質，其內容為：若 {\displaystyle f:X\to N} 是一個從集合 X 映射至任一原群 N 的函數，則會存在唯一一個 {\displaystyle f} 至原群態射 {\displaystyle f^{\prime }} 的擴張。其中，
{\displaystyle f^{\prime }:M_{X}\to N}

## 另見
- 自由半群
- 自由群
- 自由李群